# Dicranomyia (Euglochina) saltens
Dicranomyia (Euglochina) saltens is een tweevleugelige uit de familie steltmuggen (Limoniidae). De soort komt voor in het Oriëntaals en Australaziatisch gebied.